# 下諏訪町立下諏訪北小学校
下諏訪町立下諏訪北小学校（しもすわちょうりつ しもすわきたしょうがっこう）は、長野県諏訪郡下諏訪町社にある公立小学校。

## 行事
諏訪大社御柱祭に合わせ、「北小おんばしら」が行われる。

## 校歌
- 作詞: 阿木翁助
- 作曲: 今井光也

## 校章
梶の葉

## 所在地
アクセス
- 電車はJR中央線下諏訪駅下車より徒歩20分
- 車は岡谷I.Cで下車より諏訪方面に10分